# Cratere Messier
Messier è un cratere lunare di 13,8 km situato nella parte sud-orientale della faccia visibile della Luna.